# Slaven Bilić
Slaven Bilić (Split, 11 de setembro de 1968) é um ex-futebolista e atual treinador croata.

## Carreira
Como jogador, destacou-se principalmente no Everton, da Inglaterra. Foi como jogador do clube de Liverpool à Copa do Mundo de 1998, a primeira jogada pelos croatas após a separação da Iugoslávia, e dois anos antes "estrearam" também na Eurocopa. Acabariam sendo a maior surpresa do mundial, ao chegarem no terceiro lugar. Bilić, entretanto, ficaria mais lembrado no torneio por ter cavado a expulsão de Laurent Blanc, na semifinal contra os anfitriões franceses.

## Treinador
Como treinador, dirigiu durante a temporada 2001-02 o Hajduk Split. Em 2004 assumiu a equipe Sub-21 da Croácia. Após dois anos assumiu a seleção principal após o fracasso na Copa do Mundo de 2006, substituindo Zlatko Kranjčar. Classificou a equipe à Eurocopa 2008 com direito a eliminar a Inglaterra na casa do adversário.
Em 9 de junho de 2015 assumiu o comando técnico do West Ham United por três anos de contrato.

## Títulos

### Como jogador
Hajduk Split
- Copa da Iugoslávia: 1990–91
- Campeonato Croata: 1992
- Copa da Croácia: 1992–93, 1999–00

Seleção Croata
- Copa do Mundo de 1998: 3º Lugar